# Pablo Herrera Barrantes
Pablo Herrera Barrantes (Alajuela, 14 febbraio 1987) è un calciatore costaricano, centrocampista del PFA Antioquia.

## Palmarès

### Club

#### Competizioni nazionali
- Coppa di Norvegia: 2

Aalesund: 2009, 2011